# Micropsectra koreana
Micropsectra koreana är en tvåvingeart som beskrevs av Ree 1992. Micropsectra koreana ingår i släktet Micropsectra och familjen fjädermyggor.
Artens utbredningsområde är Sydkorea. Inga underarter finns listade i Catalogue of Life.